# Castelletto sopra Ticino
Castelletto sopra Ticino är en ort och kommun i provinsen Novara i regionen Piemonte i Italien. Kommunen hade 9 915 invånare (2018).